# 小牧、长久手之战
小牧長久手之戰是在天正十二年（1584年）3月至11月之間，羽柴秀吉（即後來的豐臣秀吉）與德川家康、織田信雄之間的一場大規模會戰，戰場以尾張北部的小牧山城、犬山城、樂田城為中心，擴及尾張南部、美濃西部、美濃東部、伊勢北部、紀伊、和泉、攝津等地。虽然德川军在战场上战胜羽柴军，但因羽柴秀吉外交策略奏效，導致德川家康失去此戰的正當性，不得已之下向羽柴秀吉議和，此戰才告結束。

## 战争背景

### 前因
注：下文所提及的日期均为农历
天正十年（1582年）6月，織田信長遭明智光秀叛變襲擊，是為本能寺之變；當時在中國地方與毛利家作戰的羽柴秀吉，聞訊後迅速趕回打敗明智光秀，排除政敵柴田勝家之後，儼然成為織田家家臣中最具有威望和實力的第一人（到天正十一年夏季時，秀吉的勢力範圍為山城、大和、河內、和泉、攝津、志摩、近江、美濃、若狹、越前、加賀、能登、丹波、丹後、但馬、因幡、播磨、美作、備前、淡路等二十國，及伊賀、伊勢、伯耆、備中之一部分，總計約630萬石，官位從四位下、官職為參議。
而此時，領有伊賀、伊勢大部分及尾張三國的織田信長次子織田信雄亦日益感受到羽柴秀吉的極大威脅，擔心淪落到和其弟織田信孝一樣的下場（三子信孝被秀吉賜死）；同時，因為羽柴秀吉擁立織田信忠其年僅三歲的嫡子三法師為織田家家督，信雄對秀吉有極大的不滿。天正十一年（1583年），信雄與德川家康聯合，對抗秀吉。

### 秀吉包圍網
而在另一方面，由於織田信雄於開戰之前，除了和德川家康結盟外，另與紀伊國雜賀眾、根來眾、四國的長宗我部元親、北陸的佐佐成政及關東的北条氏政締結盟約，形成了“秀吉包圍網”。開戰初期，雜賀眾更與根來眾聯合攻打秀吉的根據地大坂城周遭地區，更是給予秀吉極大的壓力。

### 導火線
天正十二年（1584年）3月3日，織田信雄得到密告：據傳親秀吉派的家臣岡田重孝（尾張星崎城主）、津川義冬（伊勢松島城主）、淺井長時（尾張刈安賀城主）等三位家老暗通羽柴秀吉，於是信雄在3月6日下令將此三人處死。此一舉動，無疑是向羽柴秀吉宣戰。此事發生後，德川家康一得知消息，立即於3月7日先率領八千名兵力自濱松城出發，3月9日於“矢作”集結，3月13日進駐織田信雄的居城尾張清洲城；另一方面，羽柴秀吉得知消息後大怒，但因秀吉領地廣大，且3月18日雜賀眾、根來眾分海陸兩路攻襲和泉的岸和田、大津兩地，以及四國的香宗我部親泰（長宗我部元親之胞弟）亦有進窺攝津之勢，即命其餘將領挾其他在山崎、賤岳兩戰皆勝之餘威先行開戰，自己先駐留阪本，一直至3月21日才點齊兵馬號稱約12萬5,000名大軍自大坂城開拔至伊勢、尾張一帶準備開戰（3月22日，黑田孝高大敗岸和田等地的攻擊軍），此事即成為小牧、長久手之戰的導火線。

## 经过

### 羽柴军占领犬山城
天正12年（1584年）3月13日，德川家康抵达清洲城部署战斗。第二天，羽柴秀吉方的池田恒兴率军占领了犬山城。德川家康得知该消息后，于15日抵达小牧山城。

### 羽黑之戰
3月15日，森長可部隊離開兼山城，16日于羽黑布阵，但此一軍事行動被德川方察知，同日半夜，松平家忠、酒井忠次率軍5000人進軍羽黑，17日早上，酒井忠次突襲森長可，由先鋒奥平信昌率軍1000對抗，松平家忠的鐵砲隊由側面攻擊，酒井忠次率軍2000由左側攻擊，聯手擊退了森長可部隊的進軍，此战中森长可的军队战死300余人

### 小牧山对峙
3月18日，德川家康命榊原康政著手修建小牧山城，並以小牧山城為本陣向東築砦（蟹清水砦、北外山砦、宇田津砦、田樂砦）。21日，秀吉率兵30000自大坂城出發。25日進入岐阜。27日，秀吉主力大舉進軍至木曾川南岸並進駐犬山城，另一方面，家康親率8000名兵力和自長島趕來的織田信雄所率領的5000名織田軍一起集結布陣，雙方互相窺探對方的虛實，虎視耽耽又都按兵不動。戰事陷於膠著狀態。

### 羽柴秀次出战
4月4日晚上，秀吉在蒐集完整情報後分析現況、苦思對策後決定採用池田恒興所建議之迂迴戰術（另一說為其養子三好秀次所建議），打算繞過家康的防線，奔襲三河岡崎城，等德川軍回防時予以迎頭痛擊。5日上午，森長可也向秀吉表示要參加奇襲隊伍，以洗刷羽黑地區敗戰之恥辱，秀吉答应了他的请求。于是以森长可等人为主的支队在4月6日深夜出发，朝三河西部前进。
各队的主帅及兵员数如下：
- 第一队：池田恒兴，率兵6,000人
- 第二队：森长可，率兵3,000人
- 第三队：堀秀政，率兵3,000人
- 第四队：羽柴秀次，率兵8,000人[1][註 2]

4月7日，羽柴秀次部队在篠木（春日井市）、上条城周边休整时，被附近居民及伊贺忍者队发现，他们立刻将消息传给德川家康。家康于4月8日傳令丹羽氏次、水野忠重、榊原康政及大須賀康高率4,500人支隊傍晚自小牧出發，20時進入小幡城，負責刺探軍情，家康與信雄之主力9,300人於20時自小牧山出發，24時進入小幡城。經過召開軍議後，決議兵分二路、各個擊破敵軍。9日2時，進攻羽柴秀次的織田德川軍支隊出發。9日，駐守岩崎城的德川軍丹羽氏重部隊（僅239人駐守）發動對池田部隊襲擾。德川家康給予氏重嚴令：無論如何都要拖住池田部隊的速度，以爭取德川軍主力（14000人，部將井伊直政、高木清秀為先鋒）早先一步進入長久手谷地設伏的時間，另外家康則留下約6000名兵力交由副將本多忠勝留守小牧山陣地與秀吉對陣。
到了4月9日黎明時分，池田支隊的先頭部隊進入長久手谷地時，遭到岩崎城德川軍丹羽氏重部隊的突擊，丹羽氏重兵力不足300人，池田恒興完全沒放眼中，本來是想要繼續揮兵前進。結果他的坐騎遭丹羽氏重隊火槍兵打傷，跌落下馬，惱羞成怒。立刻整頓部隊進攻岩崎城，並且花費約三小時才將岩崎城攻下（丹羽氏重戰死，得年16歲）。

### 白山林之战
攻下岩崎城後，羽柴秀次的军队在長久手谷地白山林內休整，4月9日4時35分，水野忠重、丹羽氏次、大須賀康高勢、及榊原康政勢同時展開襲擊。在这次奇袭中，羽柴秀次的军队几乎全灭，秀次所骑乘的马也走失，最后秀次靠骑乘随从的马逃走。此战中，羽柴秀次的部將兼羽柴家的一门众，高台院的两位叔父木下祐久与木下利匡等人为确保秀次能够顺利逃走而战死。

### 檜之根之战
羽柴秀次队前方的中军堀秀政在两小时后收到秀次战败的消息，决定立刻撤退，收攏秀次勢的敗兵後進入檜之根地區布陣，成功擊破德川追兵討取280餘人。但最终因自恃战力不足而撤退。

### 长久手之战
占据岩崎城的池田恒兴和森长可收到德川军出现的消息后，便立刻撤回。在此时，家康已在富士之根的前山布阵。右翼是家康率领的3,300人，左翼是井伊直政率领的3,000人以及织田信雄的3,000人。而池田恒兴和森长可方面，则有池田恒兴的长子池田元助，次子的池田辉政的4,000人部署在右翼，左翼则有森长可的3,000人，后方还有池田恒兴的2,000人
4月9日上午10时左右，池田、森长可队与德川军决战，虽一度呈现势均力敌的战况，但池田军终因一方主将森长可中弹战死造成的混乱而落败。此战羽柴军大败，池田一门自主将池田恒兴（享年49岁）、长子池田元助（享年25岁）、女婿森长可（享年26岁）皆战死（其首级分别被永井直胜、安藤直次、本多重次拿下），仅次子池田辉政逃走，秀次队亦有木下祐久及弟弟木下利匡等部将阵亡。羽柴军阵亡约2500人，军势瓦解向北方溃逃，而织田德川联军阵亡590人。
羽柴秀吉在9日中午收到白山林之战战败的消息后，立刻率领2万人急行至小牧山附近的龙泉寺，卻在途中遭到本多忠勝率領的500名火槍隊的牽制襲擊並陷入混戰。傍晚，秀吉收到"家康在小幡城"的消息后，便决定第二天早上进攻小幡城，家康和信雄便立刻撤退至小牧山城。第二天秀吉听到他们撤退的消息后，率兵回到乐田。

### 北伊势及美浓方面的战斗
长久手之战后，羽柴秀长要求驻扎在松之岛城的泷川雄利开城，泷川雄利便转移到浜田城进行笼城。
此外，森长可死后，东信浓陷入无主状态，于是德川军从三河进攻，4月17日，客居在德川家的远山利景夺取并回到了其旧领明知城。
而羽柴军方面，5月7日，秀吉軍進攻尾張的加賀野井城、奥城，以及位於木曾川和長良川之間的竹鼻城，加賀野井城7日落城，但竹鼻城在城主不破廣綱堅守之下，秀吉軍不得已，引木曾、長良兩川之水灌城，一直到6月10日城主不破廣綱向秀吉提議開城，但讓他退到伊勢，雙方達成協議後，6月11日不破廣綱軍划著竹筏離開竹鼻城，逃往伊勢長島，秀吉部下一柳直末進駐入竹鼻城。竹鼻城攻略前後歷時一月有餘。而在攻下竹之鼻城的3日后（6月13日），羽柴秀吉就到了岐阜城，28日回到大坂城。听闻此消息的德川家康，将小牧山城委任给酒井忠次管理后，前往清洲城。

### 蟹江城合战
6月15日，秀吉軍瀧川一益、九鬼嘉隆隊率領3000人乘安宅船，趁伊勢蟹江城主佐久間正勝奉信雄命令在萱生築城之際，以利誘方式讓率領300人守城的城代前田種利之子前田長種裡應外合，攻佔蟹江城。而在6月16日秀吉軍瀧川一益隊又準備進圖大野城，而城主山口重政卻拒絕一益的招降（其母親尚在蟹江城為人質），一益率軍攻擊，短期內無法獲勝，而德川．織田援軍又於不日之內開到。一益鑑於寡不敵眾，下令全面退守蟹江城。19日，蟹江城遭到德川．織田軍聯合攻擊，一益隊一直力守蟹江城，一直到7月4日才開城投降（而瀧川一益自此戰後，隨即在京都妙心寺出家，法號道榮）。後來秀吉集結羽柴秀長、丹羽長重、堀秀政等6萬2千兵力，於7月15日收復蟹江城。

### 妻籠城之战
9月，德川家康方的菅沼定利、保科正直、諏訪賴忠進攻木曾谷的妻籠城，但遭到木曾義昌的重臣山村良勝擊退。

### 末森城之战
9月9日，佐佐成政隊為了呼應家康軍，出兵攻擊能登末森城，但卻在攻克之時遭到前田利家隊的猛烈反擊而告失敗。

### 户木城之战
9月15日，戶木城（三重縣津市）籠城據守的織田軍木造具政，與羽柴軍蒲生氏鄉對戰，以羽柴軍勝利告終。

## 休戰講和
同年11月7日，由於長期交戰軍兵疲憊，再加上德川家康又遲遲不與羽柴秀吉就此戰之後的善後事宜進行談判，羽柴秀吉在迫於無奈之下派遣富田知信、津田信勝兩人與織田信雄單方面進行和談。
和談條件如下三條：

1. 秀吉收信雄之女爲養女。
2. 秀吉佔領的北伊勢四郡歸還於信雄，但是信雄須送織田長益、瀧川雄利、佐久間信榮、土方雄久和中川雄忠等人的子女或母親爲人質。
3. 除伊勢、南伊勢外，信雄割讓尾張的犬山城和河田城予秀吉；在伊勢、尾張兩國的臨時築城，由兩軍共同撤毀。

其中只有割讓犬山城一條算得上是戰果。自此之後，德川家康即在戰略上陷入孤立態勢。
12月，德川家康基於政治及戰略考量下將次子於義丸（即后来的结城秀康）送與秀吉作養子，臣服于羽柴秀吉。
小牧、长久手之战后，羽柴秀吉借此笼络了其最大的反对势力德川家康，为桃山政权的建立奠定了基础。但德川家康的实力还依旧保存，成为其日后建立德川幕府的基本力量。

## 出处
1. 1 2  . 参謀本部编. : p 25.
2. 1 2  . 参谋本部编. : p21.
3. ↑  . 小牧市役所.   [2024-05-04]. （原始内容存档于2024-02-05）.
4. ↑  . 小牧市役所.   [2024-05-04]. （原始内容存档于2024-02-05）.
5. ↑  . 参谋本部编. : p 24–p 25.
6. ↑  . 参谋本部编. : p 34.
7. ↑  . 参谋本部编. : p 35–37.
8. ↑  . 参谋本部编. : p 37–39.
9. ↑  . 花見朔已. 1942: p 44.
10. ↑  武田茂敬. . 2008: p 130.